# 正露丸

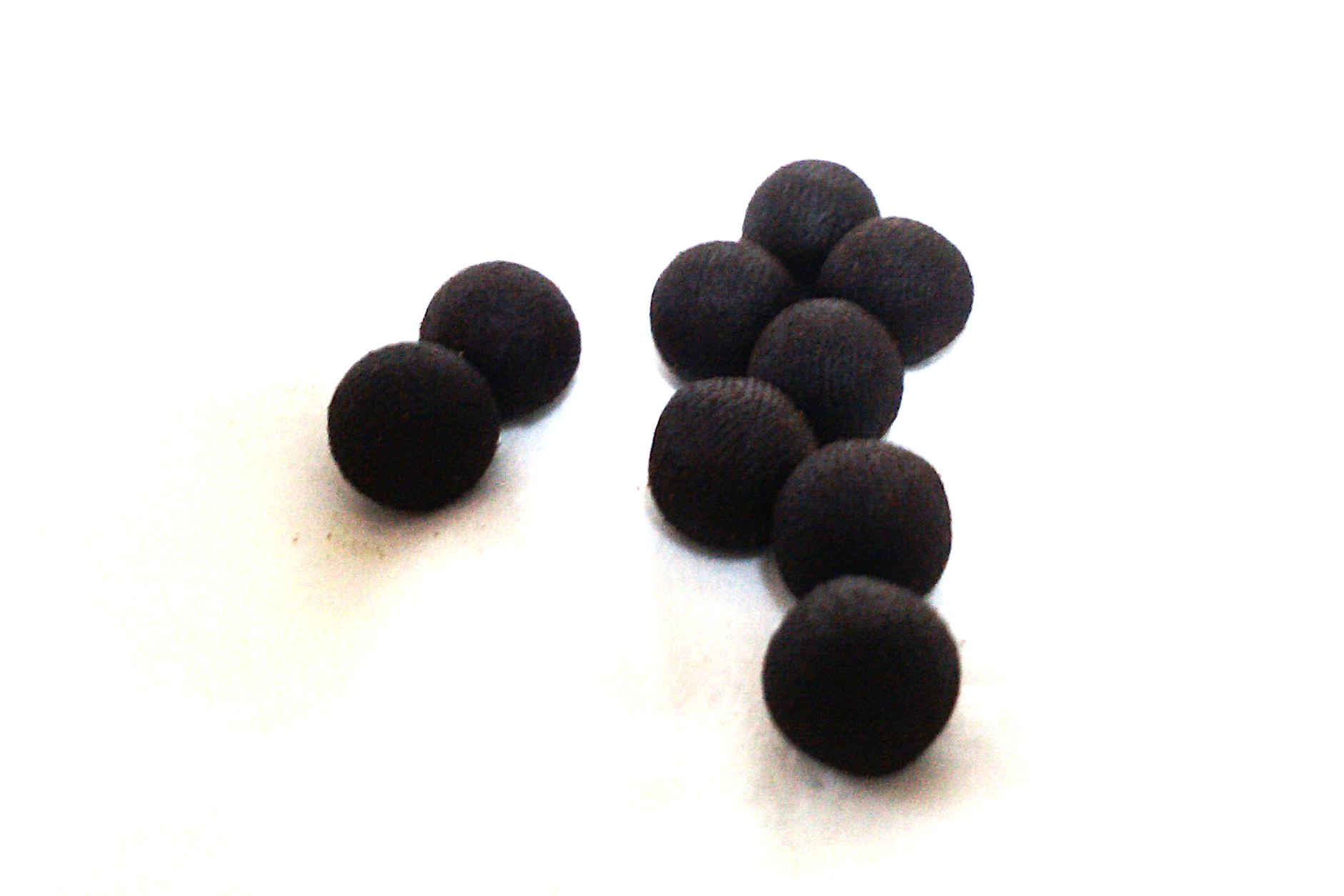
正露丸丸剂

正露丸是一種主成分為木餾油的非處方藥，主要是治療腹胀腹泻。最早是在中国戰場的日俄战争时，日本陆军的軍用藥品，舊名為「征露丸」 ，意指征俄（日本汉字写作“露西亞”）部隊使用的藥丸。

## 概要
此药是以木馏油为主成分的非处方药，其具体成分根据产品型号不同有异，丸剂型具有灼舌感和特异的刺激性气味。

### 成分
- 有效成分：木馏油、阿仙粉、黄柏粉、甘草粉、陈皮粉[2]
- 辅料：羧甲基纤维素钙、甘油、水、桂皮粉[2]

### 功效
可治療：
1. 食欲不振、腹痛腹泻、消化不良、恶心呕吐。
2. 水土不服、减少消化道蠕动。[2]

## 历史

### 日俄战争时的征露丸

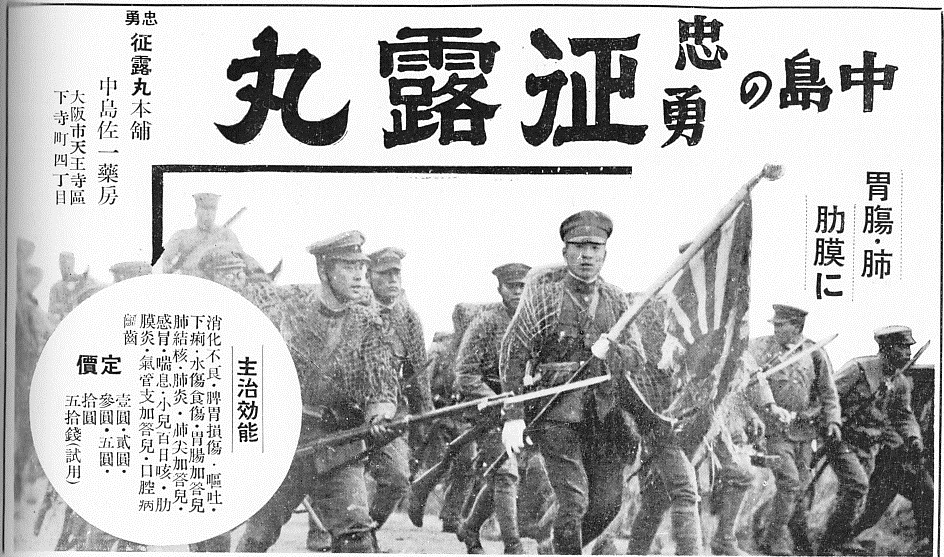
1930年代的廣告

明治时期的日本陆军在中日甲午战争期间饱受因不卫生的饮用水造成的传染病之苦，急于寻求解决之道。1903年日本陆军军医学校的教官户塚机知发现木馏油制剂对伤寒杆菌有显著的抑制效果。而崇拜德国医学的森鸥外等一批陆军军医当时认为脚气病也是未知微生物的感染所造成，断定具有强大灭菌效果的木馏油对该病也一定有效，因此日本陆军在出征战场在中国的日俄战争时，将本药作为对抗脚气病的特效药，大量配发给士兵每天服用。当时的正式名称为“木馏油丸”，命名为“征露丸”是因为“露”是旧时日本对俄罗斯帝国譯名「露西亞」的簡稱，其含义便是“征讨俄国用的药丸”。然而当时人们并没有预防用药的意识，加上本药特有的刺激性气味，士兵们都对它敬而远之。军方以明治天皇的名义将服药作为“天皇陛下的愿望”并加以奖励，让按规定服药率大增，据说此后因腹痛腹泻而无法战斗的士兵显著减少。
不過脚气病的成因其实是缺乏维生素B而不是细菌感染，因此本药注定不会对脚气病有任何疗效。为了提升作战士气而以白米饭为主食的日本陆军最终有近三分之一的将士（近25万人）罹患脚气病，死亡27,800多人。与之形成鲜明对比的是，怀疑脚气病是营养不良引起的日本海军为将士提供面包为主的主食，结果没有一人患上脚气病死亡。
日本人将该药作为“干掉了俄国佬的万能药”看待，生还的军人们还将征露丸的止泻和缓和牙痛的功效略带夸张地广为传播，征露丸讨巧的命名让它乘着战胜俄国而举国狂喜的东风而在日本迅速普及，无数制药商競相生产該药。尽管日俄战争后日军已不再配给本药，但人民已将其當作生活常备的国民级药物。

### 改名正露丸
二战结束后，出于国际关系的考虑，“征露丸”被改名为“正露丸”。不過，位於奈良縣的日本醫藥品製造公司（日本医薬品製造株式会社）仍持續以「征露丸」之舊名製造販售。
正露丸的功效也逐渐流传到日本以外地區，在韩国、台湾、中国大陆、香港乃至亚洲各国都可以见到本药物的踪影。

### 大幸药品商标纠纷
1954年位於大阪府吹田市的大幸藥品（大幸薬品株式会社）宣稱1902年大阪藥商中島佐一便已銷售「忠勇征露丸」，而他們繼承了其製造銷售權，主張對於「正露丸」名稱具有獨佔的使用權，並申請商標登錄。不過此舉引起和泉藥品工業公司的抗議，因為該公司獨自開發醫用木餾油的製法，並於二戰期間因物資缺乏向軍方繳納征露丸產品。1955年4月和泉藥品向特許廳提出該商標登錄無效之請求，但1960年4月後者維持原判決。於是，和泉藥品遂向東京高等法院（東京高等裁判所）提出取消審決之訴訟。1971年9月東京高等法院判決「正露丸是以木餾油為主成分的胃腸藥，此名稱為一般國民所熟知，商標專利局應取消其商標審決」，並於1974年3月被最高裁判所裁定確立。
不過，大幸藥品仍保有正露丸的商標註冊（商標登錄第545984號），前述判決並未言及該商標註冊的存續問題。因為最高法院的裁定並不能自動取消商標註冊，反而需要重新在商標專利局進行裁判請求。
2005年11月大幸藥品以銷售包裝類似的商品違反《不正當競爭防止法》（不正競争防止法）第2條第1項第1號，以及第2號不正當之競爭行為為理由，向大阪地方法院（大阪地方裁判所）控告和泉藥品。2006年7月27日卻遭到大阪地方法院駁回，大幸藥品不服，遂於同年8月7日向大阪高等法院（大阪高等裁判所）提出告訴。雖然大阪高院於一審判決有效，不過2008年7月4日最高院第2小法庭不受理上告，確立敗訴，此一判決再度確認「正露丸」為通用商標。儘管如此，市面上（特别是在日本海外市场）绝大部分的正露丸依然由大幸药品所生产，以“喇叭牌”作为商标的正露丸，別名喇叭正露丸或喇叭牌正露丸，其商标的喇叭為前大日本帝国陆军所使用的军号。

### 成份安全爭議
1998年1月9日出刊的《週刊金曜日》201期、以及翌年的日本暢銷書《什麼東西不能買》（買ってはいけない）都指出正露丸的主要成分木餾油（creosote）帶有毒性和副作用，呼籲大眾不要購買。但也有專家和藥廠指出，有毒的木餾油來自乾餾的煤炭，跟為製作正露丸所乾餾的山毛櫸或松樹並不相同。之前曾有流傳正露丸致直腸癌的言論，但一直未有確實證據顯示，應只是網路謠言，但由於正露丸主要是透過殺菌抑制腹瀉，若非細菌感染性腹瀉則無法透過服用正露丸治癒，其他如習慣性腹瀉，壓力性腸躁症等等腹瀉症狀則應尋求專業醫生協助，不應長期依恃成藥。

### 近况
2007年日本自卫队执行联合国在尼泊尔维和任务时，也供應了正露丸。